# Bayonne (New Jersey)
Bayonne város az USA New Jersey államában. Lakosainak száma 71 686 fő (2020. április 1.).

## Népesség
A település népességének változása:
| Lakosok száma | 63 024 | 64 416 | 71 686 |
|               | 2010   | 2012   | 2020   |